# Jeffrey Jendryk
Jeffrey Jendryk II est un joueur américain de volley-ball né le 15 septembre 1995 à Wheaton, dans l'Illinois. Il a remporté avec l'équipe des États-Unis la médaille de bronze du tournoi masculin aux Jeux olympiques d'été de 2024, organisés à Paris.